# Geographische Länge
Die geographische Länge, auch Längengrad oder kurz Länge genannt (lateinisch longitudo, englisch longitude, internationales Kürzel long oder LON, Formelzeichen λ), beschreibt eine der beiden Koordinaten eines Ortes auf der Erdoberfläche, und zwar seine Position östlich oder westlich einer definierten (willkürlich festgelegten) Nord-Süd-Linie, des Nullmeridians.

Längenhalbkreise

## Definition
Die geographische Länge ist ein Winkel, dessen Weite vom Nullmeridian (0°) ausgehend bis 180° in östlicher und 180° in westlicher Richtung gemessen wird. Scheitelpunkt dieses Winkels ist der Mittelpunkt der gedachten Erdkugel, ein Schenkel geht durch den Nullmeridian und der andere durch den Meridian, auf dem der Ort liegt, dessen geographische Länge angegeben werden soll.
- Orte mit derselben Länge liegen auf demselben Meridian. Ein Meridian verläuft von Pol zu Pol und ist die Hälfte eines Längenkreises.
- Zur Bestimmung eines Punktes auf der Erdoberfläche – zur Angabe seiner geographischen Lage – wird zusätzlich die Angabe seiner geographischen Breite als zweite Koordinate benötigt.

## Unterteilung
Die geographische Länge wird traditionell im Sexagesimalsystem mit Winkelgrad, Winkelminute und Winkelsekunde angegeben. Hierbei ist ein Grad ° gleich 60 Minuten und, wie in Zeitangaben, eine Minute ′ gleich 60 Sekunden ″. Ein Großkreis hat 360° oder 21.600′; bei Dezimalgrad werden Nachkommastellen angegeben. Ein Sonnentag dauert durchschnittlich 24 Stunden; ein Unterschied von 360°/24 = 15° in geographischer Länge entspricht daher einem Zeitunterschied von einer Stunde – unabhängig von der geographischen Breite (siehe auch Zeitzonen).

### Distanzen
Vom Erdmittelpunkt aus gemessen entspricht eine Bogenminute entlang des Äquators dem 21.600stel eines Großkreises von etwa 40.075,017 km, also einer Bogenlänge von etwa 1855,32 m. Da die Erde aufgrund ihrer Rotation abgeplattet ist, ist ihr Durchmesser zwischen den beiden Polen kleiner als ihr Äquatordurchmesser, ein Meridian nur etwa 20.003,932 km lang. Entlang eines Längenkreises entspricht deshalb eine Bogenminute im Mittel nur etwa 1852,216 m, rund einer Seemeile (1852 Meter).
Da sich Längenkreise in den Polen schneiden, ist ihr Abstand voneinander dort gleich null. Mit abnehmender geographischer Breite nimmt der Abstand zwischen den Meridianen verschiedener Längengrade zu und wird am Äquator am größten. Hier beträgt die Distanz zwischen Orten, deren Äquatorlage sich um genau 1° = 60′ in Länge unterscheidet, etwa 111,319 km. Ein Grad Unterschied in Länge entspricht auf den Wendekreisen rund 102 km, auf den Polarkreisen rund 44 km und auf 89,0° Breite rund 1,95 km.

## Ortsfestlegung

### Nullmeridian

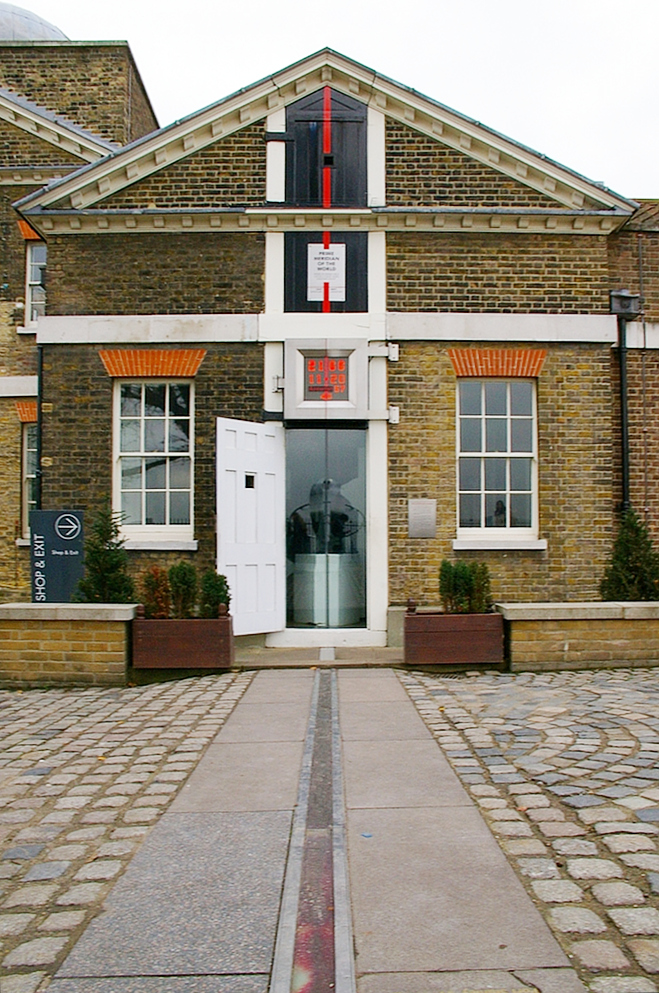
Der historische Nullmeridian am Flamsteed House in Greenwich (auf dem Boden und am Gebäude markiert)

Da es für die Meridiane keine natürliche Nullmarke gibt, wie der Äquator sie für die Breitenmessung darstellt, muss ein Nullmeridian definiert werden. Dafür wurden in der Vergangenheit unterschiedliche Festsetzungen getroffen. Erst 1884 wurde weltweit einheitlich derjenige Meridian festgelegt, auf dem sich die Mittelachse eines bestimmten Teleskops des Observatoriums von Greenwich in London befindet.

### Schreibweisen der Zahlenwerte

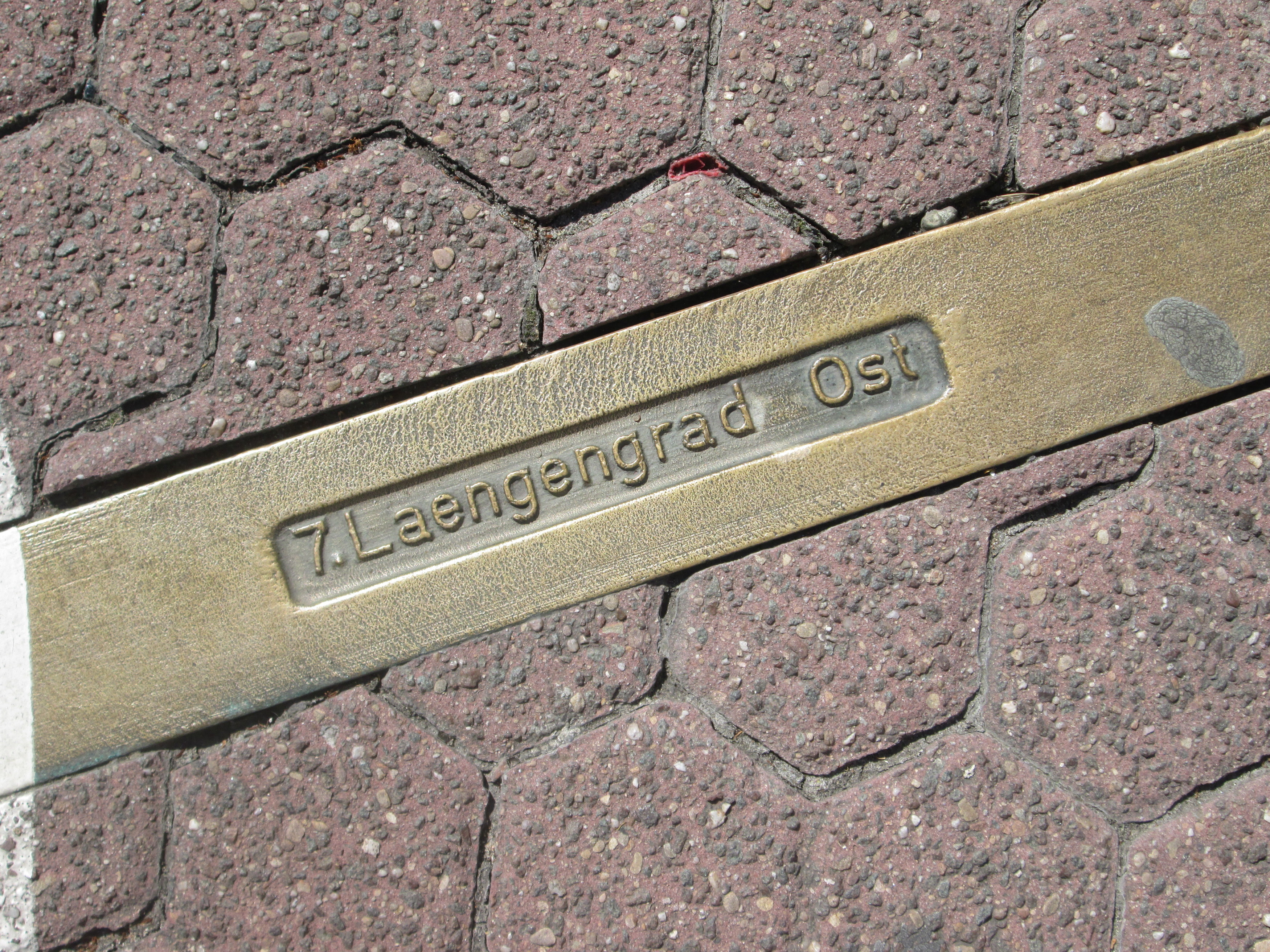
Der 7. Längengrad Ost in Saarbrücken

Statt des Vorzeichens (traditionell + Ost, − West) ist auch E bzw. W zulässig. Die Abkürzung E für Ost (von engl. east) wird beispielsweise von der für Nautik und Flugnavigation maßgeblichen DIN 13312 empfohlen, um Fehler durch Verwechslung von O mit 0 oder mit der französischen Abkürzung für West („ouest“) von vornherein auszuschließen.
Die Werte der Längengrade liegen zwischen 180°W und 180°O beziehungsweise zwischen −180° und +180° Länge (Long). Vor allem in der Seefahrt werden für die Längenangaben 3-stellige Ziffernfolgen bei den Gradangaben bevorzugt, zum Beispiel 010° 43,1′ E. Dadurch wird die Unterscheidung zu den Breitenangaben deutlicher hervorgehoben, deren Wertebereich von 90°N bis 90°S beziehungsweise von +90° bis −90° Breite (Lat) reicht, womit bei der Gradangabe nicht dreistellige Zahlen erreicht werden.
Die geographische Länge kann mit unterschiedlicher Genauigkeit angegeben und in verschiedenen Formaten dargestellt werden, z. B.:
- Hamburg: 10° Ost
- Berlin: 13° 19′ O
- Funchal: −016° 55,2′
- Tokio: 139° 45′ 59′′ E
- San Francisco: 122,4192° W (Dezimalschreibweise)
- Geostationäre Position des Satelliten Astra 1 über dem Äquator 1989: 19° 12'

Fehlt die Angabe O, E oder W, so stehen positive Werte für östliche Länge und negative für westliche Länge.

## Geschichte
Der griechische Astronom und Mathematiker Hipparchos (ca. 190–120 v. Chr.) teilte die Erde in ostwestlicher Richtung erstmals in 360 Grad.
In der europäischen Seefahrt war das Bezugssystem der Längenzählung lange Zeit uneinheitlich. Vom 2. Jahrhundert n. Chr. bis ins 19. Jahrhundert dominierte der Ferro-Meridian, der von Claudius Ptolemäus festgelegt wurde und  sich auf die westlichste kanarische Insel El Hierro (17° 40′ W) bezieht.
Je nach Nation bezogen sich Koordinatennetze auf Nullmeridiane in London, Paris oder St. Petersburg. Erst auf der Internationalen Meridiankonferenz, Washington 1884, wurde Greenwich bei London weltweit festgelegt, unter anderem weil britische Seekarten weltweit verwendet wurden.

## Ermittlung der geographischen Länge
Während die geographische Breite durch Messung von Vertikalwinkeln der Sonne oder des Polarsterns relativ einfach bestimmbar ist, gestaltete sich die Bestimmung der aktuellen geographischen Länge mit ähnlicher Genauigkeit über lange Zeit extrem schwierig. Dieses für die Seenavigation bedeutsame Längenproblem wurde erst Ende des 18. Jahrhunderts gelöst. Dazu sind sehr genau gehende Uhren notwendig, die auch bei stärkstem Seegang verlässlich funktionieren, ohne durch Wettereinflüsse wie Hitze und Luftfeuchtigkeit beeinträchtigt zu werden. Die erste Uhr, die diese Voraussetzungen erfüllte, war die „H4“, die John Harrison im März 1762 fertigstellte. Das vom Board of Longitude (Längenausschuss) des britischen Parlaments ausgelobte Preisgeld von 20.000 Pfund erhielt Harrison erst nach einem Erlass des Königs Georg III. im Jahr 1773. Um die erforderliche Genauigkeit zu erreichen, hatte er durch Verwendung von nahezu reibungsfreien Kugellagern und Bimetallsystemen für erhöhte Temperaturunabhängigkeit gesorgt.
Als 1866 ein Transatlantikkabel für Telegraphie in Valentia Island, Irland, anlandete, konnten Abweichungen in den Längendifferenzen zwischen Nordamerika und Europa, die zuvor Ungenauigkeiten von bis zu 850 m aufwiesen, am 24. Oktober 1866 durch Austausch von Telegrafiesignalen und damit einer Synchronisation der Messungen deutlich verringert werden.
Die Angabe einer geographischen Länge kann im Sekundenbereich variieren, wenn unterschiedliche Referenzellipsoide oder ein anderes geodätisches Datum verwendet wird.
Heutzutage wird die geographische Länge meist mittels Satellitennavigationssystemen bestimmt.